# Olympische Winterspiele 1998/Teilnehmer (Jugoslawien)
| Gelbes Symbol für Goldmedaillen mit stilisierten Olympischen Ringen | Graues Symbol für Silbermedaillen mit stilisierten Olympischen Ringen | Braundes Symbol für Bronzemedaillen mit stilisierten Olympischen Ringen |
| ------------------------------------------------------------------- | --------------------------------------------------------------------- | ----------------------------------------------------------------------- |
| —                                                                   | —                                                                     | —                                                                       |

Jugoslawien nahm 1998 zum 14. Mal an Olympischen Winterspielen teil. Es wurden zwei Athleten nach Nagano entsandt, ein Mann und eine Frau, die beide im Ski Alpin antraten. Ein Medaillengewinn gelang keinem der beiden Athleten.
Fahnenträger bei der Eröffnungsfeier war der Skirennläufer Marko Đorđević.

## Übersicht der Teilnehmer

### Ski Alpin
Männer
- Marko Đorđević
Riesenslalom: 35. Platz (2:58,47 min)

Frauen
- Mirjana Granzov
Slalom: 27. Platz (1:46,65 min)